# Николай (Мрджя)
Митрополит Николай (в миру Гойко Мрджя, серб. Гојко Мрђа; 30 августа 1928, Крня Ела — 27 октября 2015, Фоча) — епископ Сербской православной церкви, митрополит Дабро-Боснийский.

## Биография
После окончания начальной школы и нижней гимназии поступил в 1946 году в Призренскую духовную семинарию. Во время учебы был призван в армию Югославии, где проходил службу с 1949 по 1951 годы.
В 1953 году у монастыре Копорин принял монашеский постриг с именем Николай. 30 сентября того же года епископом Браничевским Хризостомом рукоположен в сан иеродиакона.
По окончании семинарии поступил в 1953 году на Богословский факультет в Белграде.
По выпуске желал продолжить обучение в Греции, но власти не выдали ему паспорта. Тогда, в 1957 году, Священный Архиерейский Синод поставил его лектором в духовной Семинарии святителя Саввы в Раковицком монастыре. На этой должности он оставался до 1964 года, выдержав за это время экзамен на звание профессора.
10 мая 1961 года Патриархом Сербским Германом рукоположён в сан иеромонаха.
В 1964 году Синод доверил ему управление двухгодичной Семинарией Трёх Святителей при монастыре Крка. Прибыв в Крку, принял на себя должность управляющего семинарией, настоятеля монастыря и священника монастырских приходов. Его трудами семинария была преобразована в пятилетнюю и в 1966 году он был назначен её ректором, на каковой должности оставался до 1973 года.
В 1973 году был избран епископом Австралийским и Новозеландским. Его архиерейская хиротония состоялась 9 сентября того года в Соборной церкви Белграда. Хиротонию возглавил Патриарх Сербский Герман. На этом посту приобрел земельный участок, на котором построил монастырь святого Саввы, приют и богадельню. Он основал первое сербское кладбище в Австралии. В Новой Зеландии епископ основал монастырь Успения Пресвятой Богородицы — первый в истории Новой Зеландии православный монастырь.
В 1978 году переведён на Далматинскую кафедру. Помимо своих епархиальных обязанностей, одно время вновь занимал должность ректора Духовной семинарии Трёх Святителей при монастыре Крка.
Во главе епархии построил семь новых церквей и шесть церковных объектов, а также начал издавать журнал «Истина» в 1988 году.
С 1990 по 1991 год временно управлял возобновлённой Бихачско-Петровацкой епархией, которую он успешно организовал за год и передал её епископу Хризостому (Евичу).
В мае 1992 году решением Священного Архиерейского Собора избран митрополитом Дабро-Боснийским с кафедрой в Сараеве. В то время в Боснии и Герцеговине шла война. В то исключительно тяжелое время он терпеливо трудился над претворением в жизнь решения Священного Архиерейского Синода от 1967 года об открытии духовной академии. Добился у властей Республики Сербской предоставления здания в Фоче, где в 1994 году открылась Духовная академия святого Василия Островского. С 1997 года митрополит также преподавал Новый Завет в Музыкальной академии университета в Восточном Сараево, где его усилиями был основан Факультет духовной музыки и пения и Камерный хор.
Являлся автором нескольких учебных пособий, прежде всего — по толкованию Нового Завета. В виду его научно-богословских и просветительских трудов, учёный совет Богословского факультета Белградского университета присудил ему титул почётного доктора богословских наук. Диплом был вручен ему 30 июня 1999 года на Богословском факультете в Белграде.
Скончался вечером 27 октябре 2015 в университетской клинике в Фоче. Патриарх Сербский Ириней возглавил заупокойную Литургию в монастыре Добрун утром 30 октября. Согласно завещанию, Похоронен в монастыре Пресвятой Богородицы в Добруне (Республике Сербска, Босния и Герцеговина).

## Награды
- Орден Негоша первой степени (1993)
- Орден знамени Республики Сербской с золотым венцом (2010)
- Орден Белого ангела первой степени (2011, Милешевская епархия)
- Орден святого Феодора Вршачского (Банатская епархия)
- Золотой орден святого Петра Дабробосанского (2012, Дабробосанская митрополия)
- Орден Республики Сербской на ленте (2012)[3]